# Nordviertel (Essen)
Der Stadtteil Nordviertel der Stadt Essen bildet zusammen mit dem Westviertel, dem Südviertel, dem Ostviertel, dem Südostviertel und dem Stadtkern die Stadtmitte.

## Charakter
Das Nordviertel umfasst in etwa die Fläche des ehemaligen Zechengeländes der Zeche Victoria Mathias sowie des ehemaligen Essener Arbeiterviertels Segeroth, das heute kein eigenständiger Stadtteil mehr ist. Genau hier steht heute der Campus Essen der Universität Duisburg-Essen (die vormalige Universität-Gesamthochschule Essen) mit etwa 20.000 Studierenden. Weitere Schulen sind die Grundschule Tiegelschule und die Grundschule Nordviertel, die Hauptschule an der Beisingstraße, die Sonderschulen Bernetalschule sowie die Sonderschule des Landschaftsverbandes Rheinland. Die alte Tiegelschule wird durch einen Neubau ersetzt, der 2025 eröffnet werden soll.
Ein weiterer großer Teil des Nordviertels besteht aus Wohnbebauung, darunter das Elting-Viertel. Namensgebend ist der Unternehmer und Sägewerksbesitzer Hermann Elting, der Ende des 19. Jahrhunderts das Quartier in unmittelbarer Nähe zur Zeche Victoria Mathias als nördliche Stadterweiterung für Arbeiter errichten ließ. Innerhalb von rund zwanzig Jahren entstand eine Siedlung von Mietshäusern im Stil der Gründerzeit, von denen heute viele unter Denkmalschutz stehen. Eine große Anzahl wurde nach Zerstörungen im Zweiten Weltkrieg nahe am Original wieder aufgebaut. Der Eltingplatz war einst Marktplatz.
Der denkmalgeschützte Backsteinbau der ehemaligen Kirche St. Peter beherbergt seit April 2008 die Katholische Schule für Pflegeberufe Essen. Dazu kommen mit dem Nord- und dem Segerothpark größere Grünflächen. Letzterer ging aus dem alten Friedhof Segeroth hervor, an den im Nordosten Essens größter jüdischer Friedhof grenzt, der seit 1985 unter Denkmalschutz steht. In der Nähe wurde im Januar 2016 das Sportbad am Thurmfeld eröffnet. Es befindet sich auf dem im Zweiten Weltkrieg entstandenen Brachland, dort, wo bereits seit 1867 die städtische Gasanstalt am Reckhammerweg und die Maschinenbau AG Union lagen.
Markant sind die beiden Hochkamine, die zu der an der Altenessener Straße ansässigen Rheinisch-Westfälischen Elektrizitätsgesellschaft (RWE) gehören, die hier 1898 gegründet wurden und hier ihr erstes Kraftwerk errichteten. Auf diesem Grundstück befand sich zuvor die Zeche Victoria Mathias sowie das erste Straßenbahndepot der damaligen „Essener Straßenbahnen“ (später Essener Verkehrs-AG, seit September 2017 Ruhrbahn). Am 17. August wurde hier im Beisein von Oberbürgermeister Thomas Kufen und vom Vorstandsvorsitzenden der RWE AG Rolf Martin Schmitz der Grundstein für die neue Unternehmenszentrale der RWE AG gelegt, in der bis zu 3000 Angestellte ihren Arbeitsplatz haben werden. Nachdem der RWE-Vorstand bereits im Juni 2018 in das sanierte historische Verwaltungsgebäude der ehemaligen eingezogen war, kehrt das Unternehmen nun an seine Wurzeln zurück.

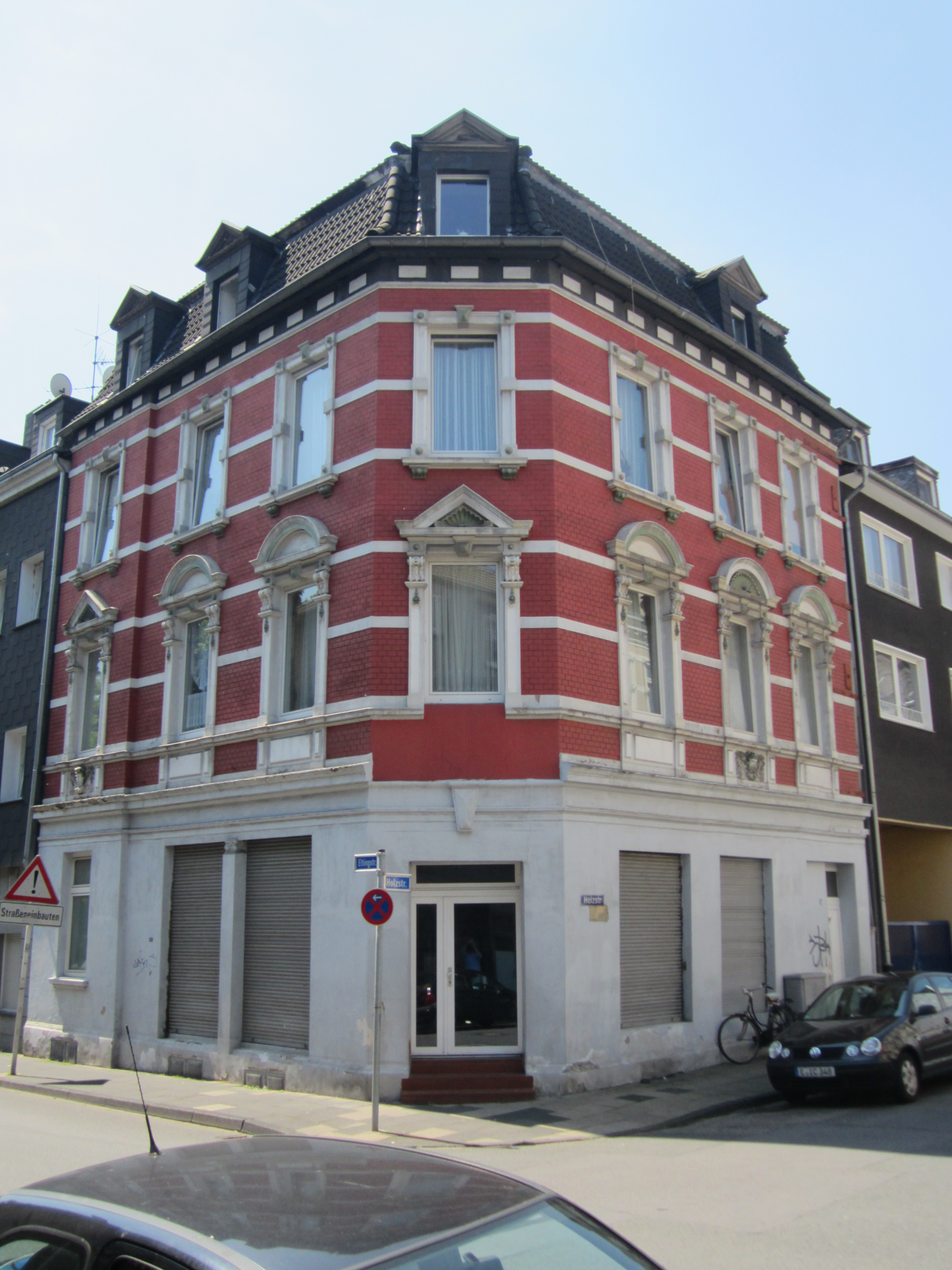
Holzstraße 24 (Eltingviertel)
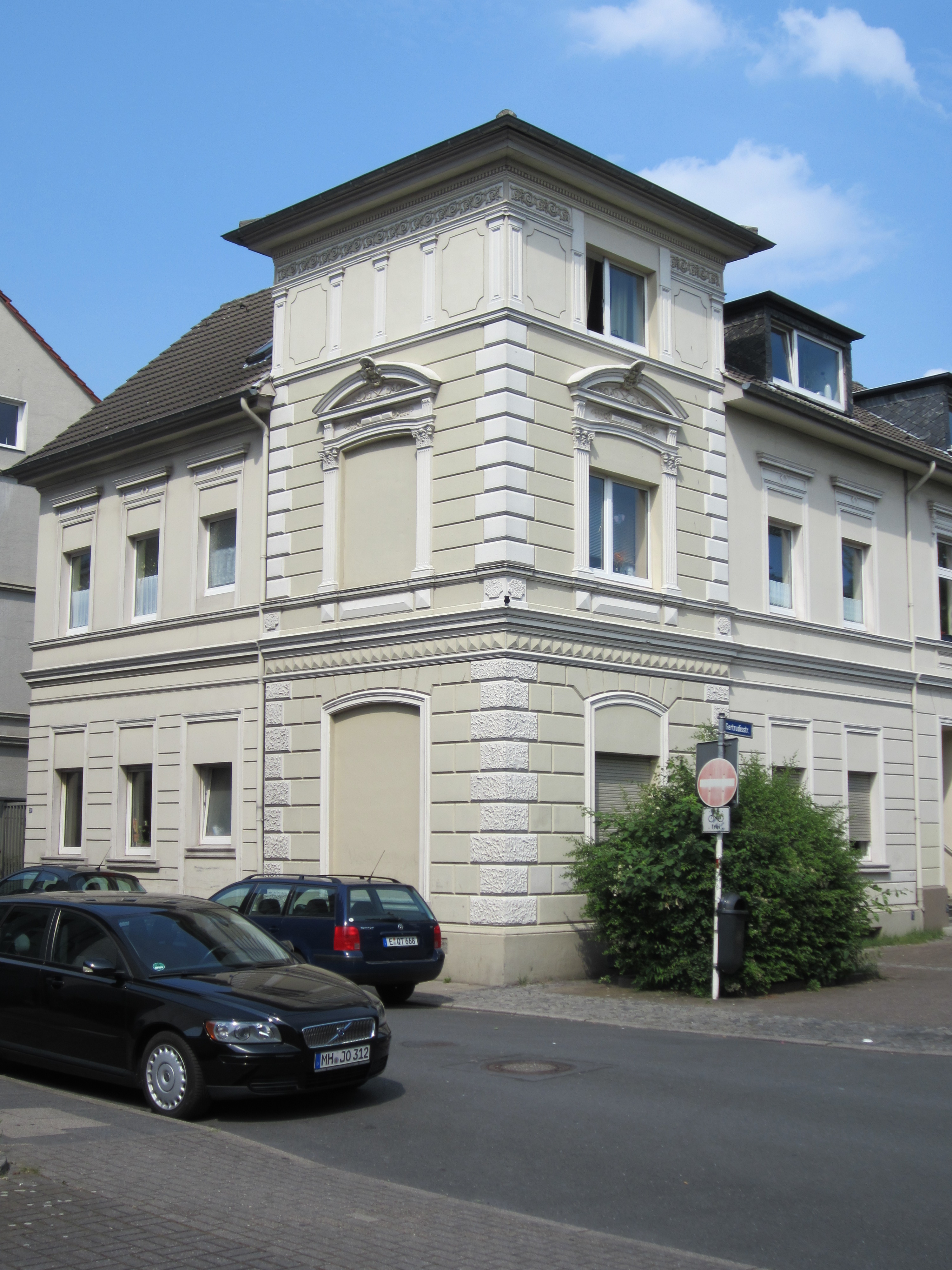
Eltingstraße 20 (Eltingviertel)
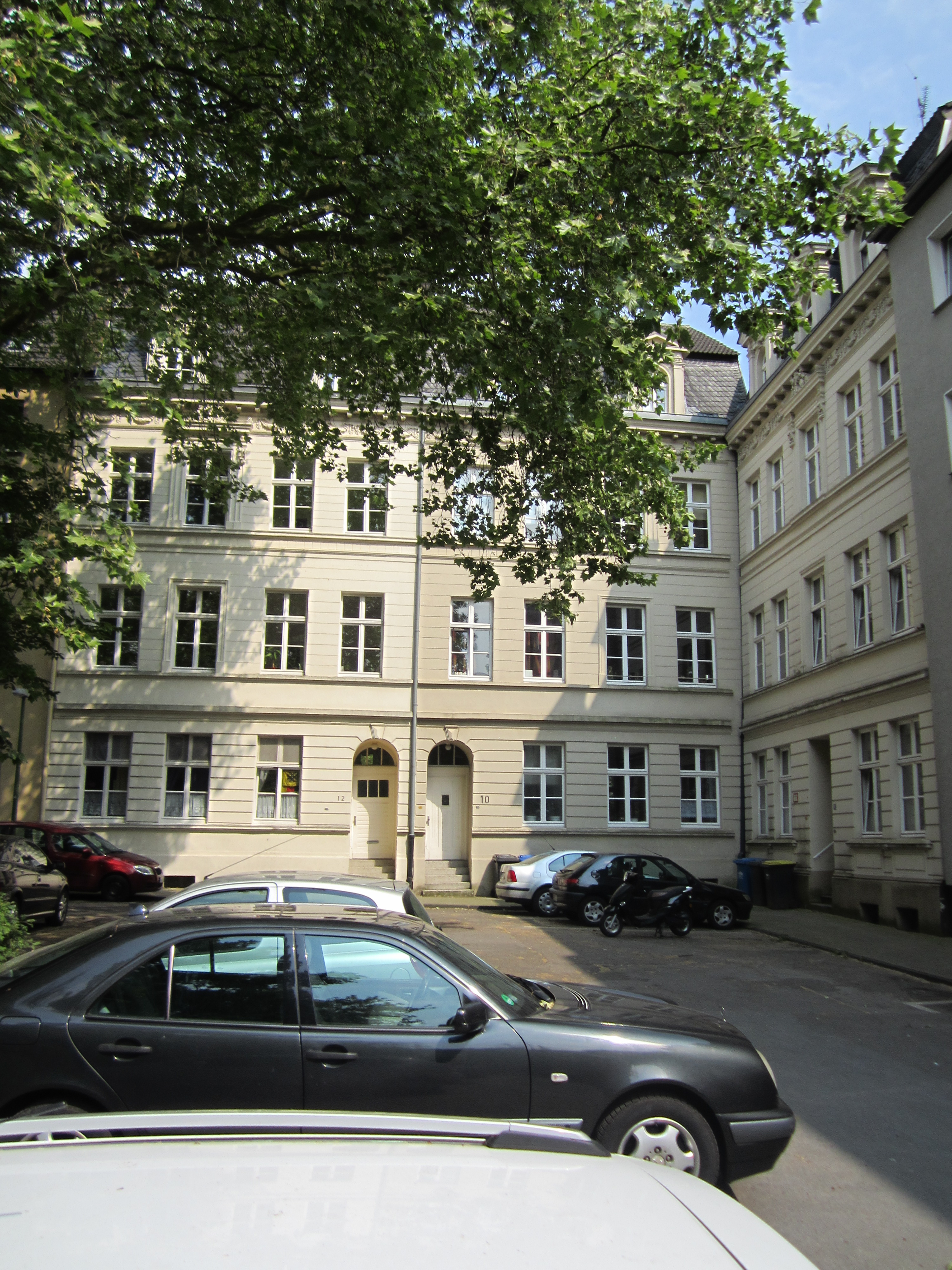
Eltingplatz (Eltingviertel)
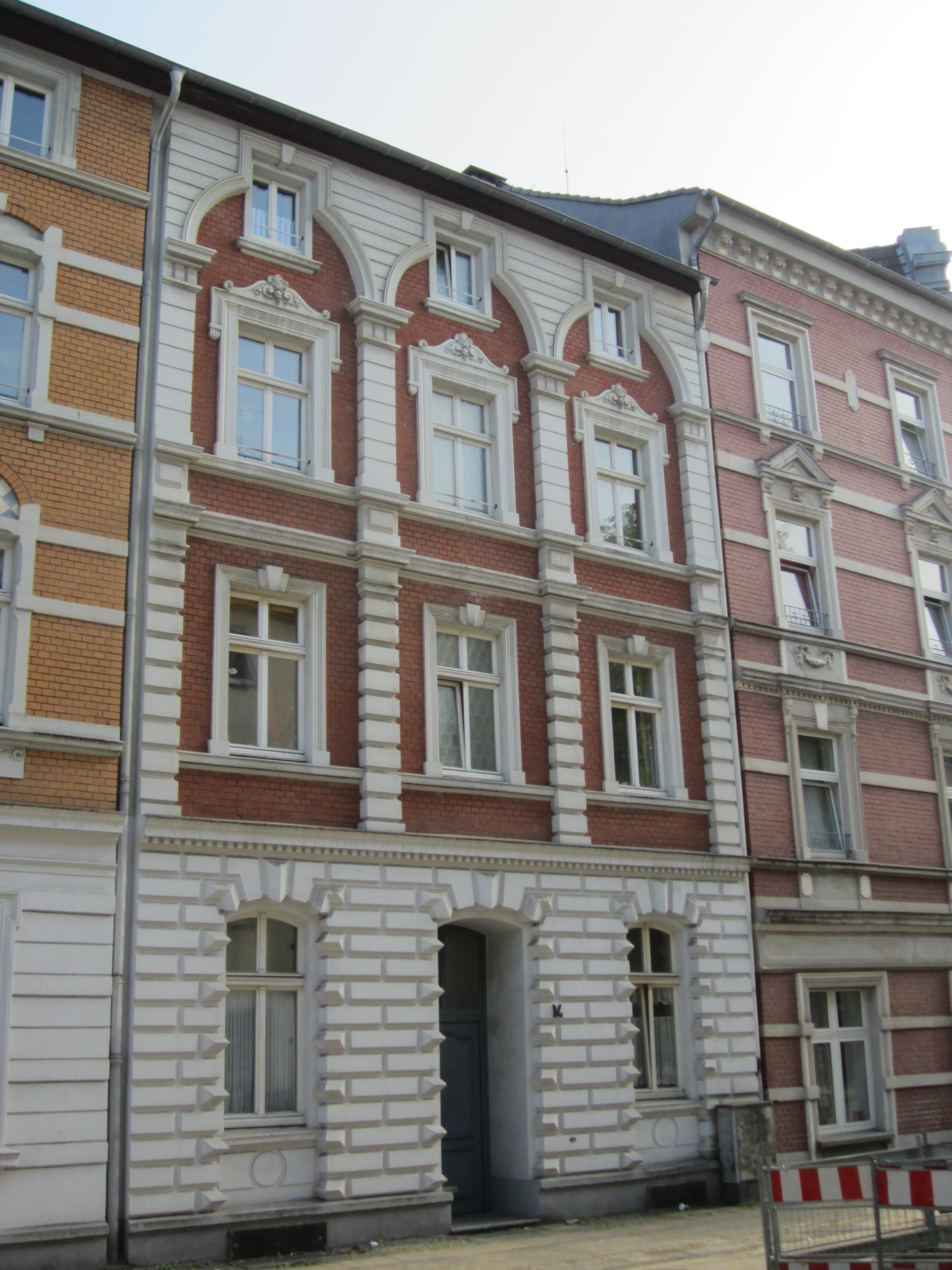
Beisingstraße 14 (Eltingviertel)
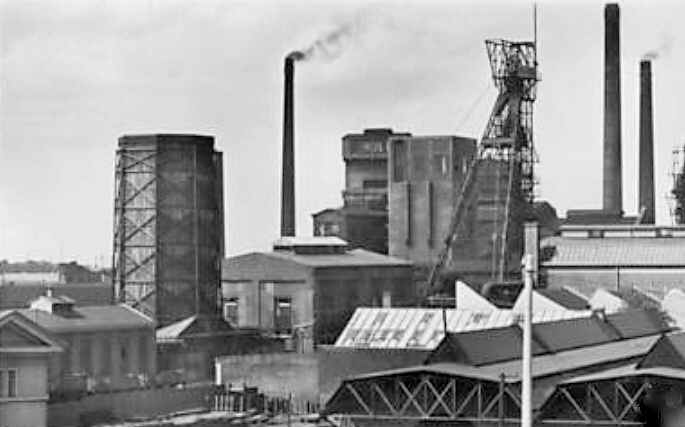
Ehemalige Zeche Victoria Mathias, um 1920
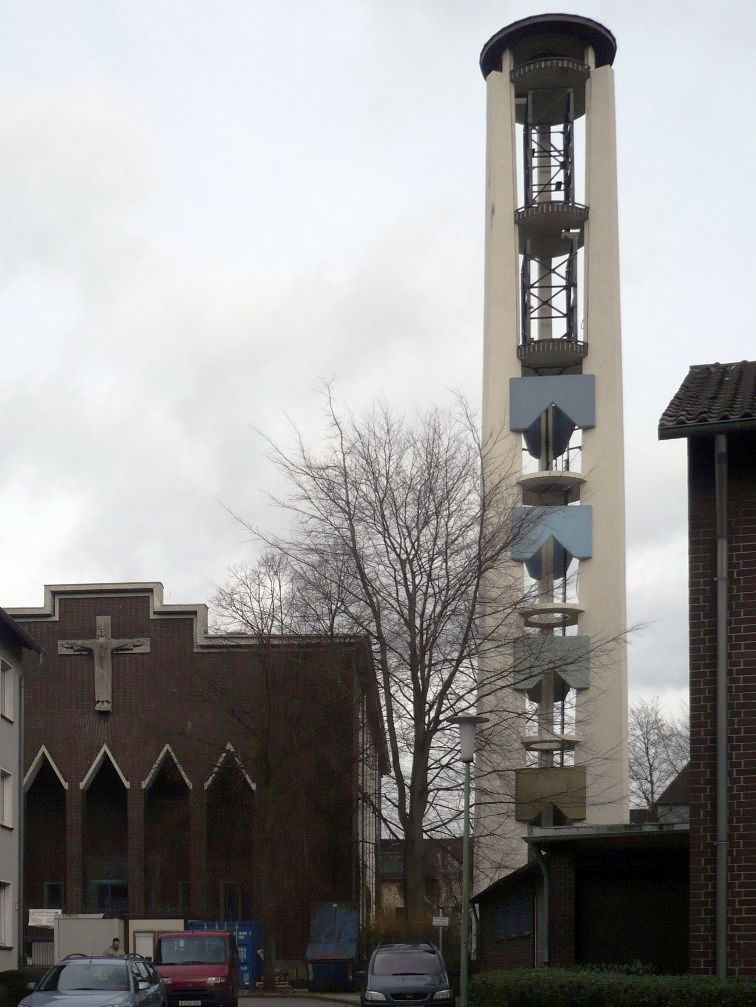
Ehemalige St.-Peter-Kirche

### Bevölkerung
Am 31. März 2025 lebten 9.007 Einwohner im Nordviertel.
Strukturdaten der Bevölkerung im Nordviertel (Stand: 31. März 2025):
- Bevölkerungsanteil der unter 18-Jährigen: 19,6 % (Essener Durchschnitt: 16,9 %)[4]
- Bevölkerungsanteil der mindestens 65-Jährigen: 11,6 % (Essener Durchschnitt: 21,7 %)[5]
- Ausländeranteil: 48,0 % (Essener Durchschnitt: 20,6 %)[6]

## Wappen

Wappen der Essener Stadtmitte

Blasonierung: „In Blau ein schräglinkes goldenens (gelbes) Schwert, begleitet oben und unten von je drei goldenen (gelben) Kugeln.“
Das Schwert als Attribut der Stadtpatrone Cosmas und Damian stellt den Bezug zum Essener Stadtwappen her. Die goldenen Kugeln symbolisieren die sechs Stadtteile Stadtkern, Nordviertel, Ostviertel, Südostviertel, Südviertel und Westviertel. Das Wappen wurde von Kurt Schweder entworfen und hatte nie offiziellen Charakter. Ende der 1980er Jahre schuf der Heraldiker für alle Essener Stadtteile Wappen. Sie sind inzwischen von der Essener Bevölkerung gut angenommen worden.